# 浜松市自主運行バス

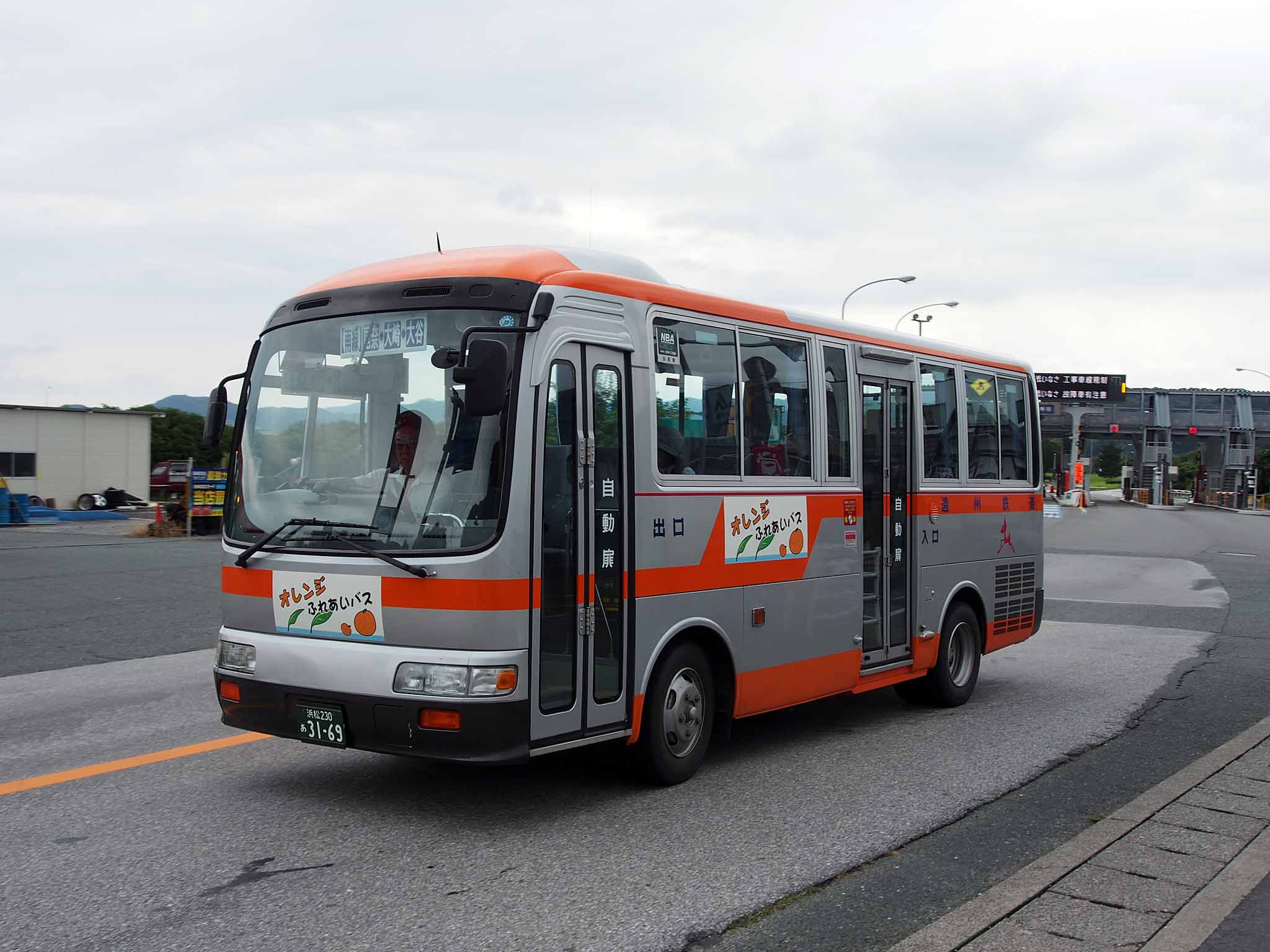
三ヶ日オレンジふれあいバスの車両
日野・リエッセ

浜松市自主運行バス（はままつしじしゅうんこうバス）は、浜松市が主体となって運行する自治体バス（コミュニティバス）の総称。1986年11月まで地方公営企業浜松市交通部として営業していた浜松市営バスとは異なり、既存バス路線の廃止代替バスや、新規路線のコミュニティバスとして、民間バス事業者に委託する形で運行されている。

## 概要
運行業務は既存のバス会社（遠州鉄道・浜松バス）や、乗合バス免許を持ったタクシー会社（遠鉄タクシー・水窪タクシー）に委託されている。以前は遠鉄アシストや秋葉バスサービスに委託されていた路線もあった。
2005年7月の市町村合併により、浜松市に編入された各市町村が運営していた自主運行バスを浜松市が引き継いだ路線もある。
2010年10月までに無料だったものもすべて有料化されているが、有料化完了当初は運賃制度が2種類あり、対キロ運賃制（計算方法は独自の場合、既存事業者と同一の場合に分かれる）または均一運賃制となっていた。なお、当時はいずれも降車時に支払う後払い制であったが現在は混在しているほか、均一運賃も廃止されている。

### 廃止路線
浜松市循環まちバス「く・る・る」が運行されていた。遠州鉄道へ委託されており、ナイスパスやワイドフリー定期券など、遠州鉄道発行の乗車券類が使用でき、「く・る・る」専用一日乗車券なども販売されていた。運賃は先払い方式の一日乗り放題で大人200円、小人100円均一（かつては後払い方式の1乗車大人100円、小人50円均一）であった。
- く・る・る 北ループ：浜松駅 - 文化芸大 - 遠州病院 - 県総合庁舎北 - 浜松城・市役所 - 伝馬町 - 浜松駅
- く・る・る 南ループ：浜松駅 - 駅南大通り - ハローワーク北 - 海老塚郵便局前 - 福祉交流センター - 中央柳通り - 浜松駅

## 路線

### 中央区・浜名区

#### 区間別距離制運賃
初乗り運賃は大人200円、小人100円。にこにこバス及びみをつくしバス、いなさみどりバスつつじ線ではナイスパス、浜北コミュニティバス、オレンジふれあいバスではPayPayが利用可能。

##### 浜松北地域バス「にこにこバス」
- 聖隷三方原病院 - 都田口北 - カインズモール都田 - 都田駅前 - 東久保 - 滝沢東 - 狸穴上 - 滝沢東 - 旧滝沢小学校前 - 都田駅前

遠鉄タクシーに委託。2014年9月末までは遠州鉄道に委託されており、ワイドフリー定期券などの遠州鉄道発行の乗車券類も使用可能であった。
2005年3月末で廃止となった都田線滝沢系統を引き継いだ。
ワゴン車での運行である。
かつては1便のみ相羽医院まで運行されていたが閉院と共に2009年に廃止された。
2012年10月1日より聖隷三方原病院 - 都田口北 - カインズモール都田 - 都田駅前の区間が延長された。

##### 浜北地域バス「浜北コミュニティバス」
浜松バスへ委託。現在は距離制運賃で、ワゴン車または小型バス（日野・ポンチョ）にて運行。通称は「浜北コミュニティバス」。
- 大平堀谷線 : 浜北駅 - 日赤病院 - ふれあい交流センター - ピアゴ於呂店 - 宮口駅 - あらたまの湯 - 大平 - あらたまの湯 - 堀谷
- 北浜麁玉線（東ルート） : 浜北駅 - 浜北区役所 - 寺島 - 高畑 - 善地 - ふれあい交流センター - 日赤病院 - 浜北駅
- 北浜麁玉線（西ルート） : 浜北駅- 日赤病院 - ふれあい交流センター - 新原本村 - 野口 - サンストリート浜北 - ニコエ - 小林市営団地北 -  プレ葉ウォーク浜北東- 浜北文化センター - 浜北駅
- 赤佐中瀬線 : 浜北駅 - 日赤病院 - ふれあい交流センター - 小林駅入口 - 遠江病院 - 芝本駅 - 岩水寺 - 西鹿島駅 - 上島公民館

ちなみに、大平・堀谷線の一部は、かつての国鉄バスの西天竜・遠三線とほぼ同じルートである。

##### 細江地域バス「みをつくしバス｣
事前登録制。予約が必要。ICTを活用し、細江地域全域でデマンド運行を実施。月曜日と水曜日に運行（祝日や振替休日、年末年始を除く）。
再編前は以下の通り。
- 南線 : 気賀駅前 - 松崎 - 中平 - 湖東 - 聖隷三方原病院（月曜）
- 東線 : 気賀駅前 - 宿名 - 新田 - ベル21 - 聖隷三方原病院（水曜）
- 西線 : 気賀駅前 - 松崎 - 伊目坂上 - 湖東 - 聖隷三方原病院（金曜）

遠鉄タクシーに委託。2014年9月末までは遠州鉄道に委託されており、ナイスパスやワイドフリー定期券などの遠州鉄道発行の乗車券類も利用できた。
いずれもワゴン車で運行。
2010年10月1日に新設された。

##### 引佐地域バス「いなさみどりバス」
遠鉄タクシーに委託
- つつじ線
金指駅前 - 井伊谷 - 伊平 - 竹平 - 田沢 - 引佐北部中小学校
  - 事前登録不要だが、予約（電話またはインターネット）は必要。
  - 月曜日~金曜日かつ引佐北部中小学校開校日のみの運行で、学校休校日、土日祝、振替休日、年末年始(12/29~1/3)は運休。
- なおとら線

事前登録制。予約が必要。ICTを活用し、引佐地域全域でデマンド運行を実施。月水金土に運行。
再編前は以下の通り。
- 渋川線
- 奥山線
- 川名線

いずれも同名遠鉄バスの路線とは異なっていた。
デマンド方式での運行で、運賃は大人400円、小人200円均一であった。

##### 三ヶ日地域バス「三ヶ日オレンジふれあいバス」
浜松バスに委託。PayPayでの支払いが可能。2015年9月末までは遠州鉄道に、2021年9月末までは遠鉄タクシーに委託されていた。遠鉄タクシー移管後はナイスパスやワイドフリー定期券など、遠州鉄道発行の乗車券類は使用可能だった。
- 南線 : 総合福祉センター - ぬえしろ - レークサイドプラザ - 尾奈 - リステル浜名湖 - 瀬戸 - リラ浜名湖前 - 三ヶ日海洋センター - 駒場 - 大谷公民館 - 駒場 - 都筑 - 山本橋 - 切通 - 総合福祉センター - 三ヶ日 - 三ヶ日駅 - 上神明 - 遠鉄ストア三ヶ日店 - 三ヶ日 - 東天王 - 総合福祉センター
- 北線 : 総合福祉センター - 三ヶ日農協前 - 釣 - 本坂 - 旧三ヶ日高校前 - 上平 - 大福寺 - 只木集落センター - 摩訶耶寺 - 岡本 - 三ヶ日 - 総合福祉センター - 三ヶ日 - 三ヶ日駅 - 上神明 - 遠鉄ストア三ヶ日店 - 三ヶ日 - 東天王 - 総合福祉センター

南線・北線は以前より三ヶ日巡回バスとして運行されていた路線が2012年1月4日の路線再編により誕生。
- 北線（スクール系統） : 本坂 - 旧三ヶ日高校前 - 三ヶ日 - 三ヶ日西小前 - 三ヶ日 - 上神明 - 岡本 - 大福寺 - 只木集落センター - 大福寺 - 岡本 - 上神明 - 三ヶ日 - 三ヶ日西小前 - 総合福祉センター

北線（スクール系統）はかつては遠州鉄道バス湖西線の一部だったが、路線廃止前に三ケ日町自主運行バス（当時）に転換された。その後、2004年3月31日をもって湖西線は廃止され、三ケ日町自主運行バスは2005年7月1日の合併により浜松市が三ヶ日自主運行バス（当時）として引き継いだ。その後、2012年1月4日の路線再編により現在の形にいたる。
3路線とも共通の日野・ポンチョを使用する。以前は日野・リエッセが使用されていた。
3路線とも2012年1月4日の路線再編で大幅に再編されている。再編前の路線は以下の通り。
- 三ヶ日自主運行バス : 只木 - 三ヶ日車庫 - 本坂

只木地区・本坂地区の沿線から三ヶ日西小学校へ通う児童の輸送が主体となっていたため、小学校の日課に合わせて運行されていた。なお只木地区には平成11年3月まで三ヶ日西小学校大福寺分校があり、地区の児童の1・2年生のみ分校通学していた。
また、かつては三ヶ日車庫から都筑駅前の野地まで回送後、野地-三ケ日大谷を運行しており、本坂系統・只木系統と共通運用していたが、のちに廃止された。終点の三ケ日大谷バス停は三ヶ日東小学校大谷分校の跡地にあり、バスは方向転換するためグラウンドまで乗り入れていた。
只木バス停は只木集落センターバス停と同位置であったが自主運行バスは只木、巡回バスは只木集落センターと異なっていた。
- 三ヶ日巡回バス : 総合福祉センター - 三ヶ日 - 岡本 - 摩訶耶寺 - 只木集落センター - 大福寺 - 上平 - 総合福祉センター
- 三ヶ日巡回バス : 総合福祉センター - 三ヶ日 - 三ヶ日地域自治センター - 津々崎踏切 - 山本橋 - 白山神社鳥居前 - 一敷 - 大谷北 - 東都筑 - 寸座峠 - 総合福祉センター
- 三ヶ日巡回バス : 総合福祉センター - 三ヶ日 - 三ヶ日地域自治センター - 切通 - 山本橋 - 都筑 - リラ浜名湖前 - 瀬戸 -  総合福祉センター
- 三ヶ日巡回バス : 総合福祉センター - 三ヶ日駅 - ぬえしろ - レークサイドプラザ - 尾奈 - 総合福祉センター
- 三ヶ日巡回バス : 総合福祉センター - 三ヶ日 - 三ヶ日高校前 - 大崖橋 - 釣 - 本坂 - 上平西 - 三ヶ日農協前 - 総合福祉センター

2010年9月30日まで無料だった「三ヶ日無料巡回バス」（2005年7月1日の合併前は三ケ日町が委託していた）を有料化する形で運行。当初時刻・経路の変更はなされず、車両のみ中型路線タイプから日野・リエッセに変更された。

#### 対キロ運賃制
遠州鉄道に委託。路線バスタイプの車両で運行され、ナイスパスやワイドフリー定期券など、遠州鉄道発行の乗車券類が使用できる。
- 気賀駅前 - 龍潭寺 - 奥山

遠鉄直営の奥山線の支線系統として扱われている。以前は同じく遠鉄直営の渋川線の支線系統もあり、気賀駅前 - 龍潭寺 - 伊平 - 田沢 - 渋川温泉前や奥山 - 狩宿 - 伊平、伊平 - 東久留女木新田なども存在した。
渋川線の支線系統を含め遠州鉄道バスの舘山寺奥山線（現在廃止）や奥山線、渋川線などの一部区間を「引佐町自主運行バス（当時）」に転換したものであるが、自主運行となってから系統が再編されており、遠鉄直営当時の系統とは一致しない。
引佐町自主運行バスの時代には「（引佐）町営バス」の通称があった。
2005年7月1日の合併により引佐町自主運行バスを浜松市が引き継いだものである。
かつては7系統あったが、2012年9月に、東久留女木新田 - 伊平（ - 奥山 - 聖隷三方原病院）の系統と、(聖隷三方原病院 - )気賀駅前 - 奥山 - 狩宿 - 伊平の系統が廃止された。これにより2系統のみとなる。また、2015年3月31日をもって(気賀駅前 - )渋川 - 東光院 - 渋川温泉前の支線系統の渋川以西が廃止された。
2016年3月31日に気賀駅前 - 渋川儀光間廃止。

### 天竜区

#### 遠鉄タクシーへ委託
路線により運賃制度が異なる。春野ふれあいバスの一部路線の午前便を除き全て事前予約のデマンド制となっている。
いずれもワゴン車での運行が多いが、利用状況により異なることがある。

##### 春野ふれあいバス
- 杉・川上線 : 福祉センター・図書館 - 気多 - 平城 - 春野北小学校前 - 川竹（火曜・金曜）

2013年3月30日まで秋葉バスサービスが運行していた。
- 熊切線 : 福祉センター・図書館 - 河内 - 熊切 - 田河内（水曜・金曜）
- 清流気田川線 : ふれあい公園 - 野尻 - 勝坂（月曜・金曜）

上記2路線は2004年9月30日まで秋葉バスサービスが運行していた。
- 岩嶽線 : 福祉センター・図書館 - 郷島上 - 赤岡 - みやま会館（水曜・土曜）
- 春南東線 : 福祉センター・図書館 - 若身橋 - 砂川西 - 大時公民館（月曜・木曜）
- 越木平線 : 福祉センター・図書館 - 平木 - 中羽根 - 越木平（火曜・金曜）
- 中山静修線 : 福祉センター・図書館 - 静修公民館入口 - 福祉センター・図書館（水曜・土曜）
- 胡桃平線 : 福祉センター・図書館 - 高森 - 胡桃平公民館 - 向山（月曜・木曜）
- 気田川循環線 : 福祉センター・図書館 - 気田上 - 畑木入口 - 一草（火曜・金曜）

祝日・振替休日・年末年始は運休。
各路線とも2005年7月1日の合併で春野町から引き継いだものである。2011年9月30日までは春野町時代から一貫して「（春野）100円バス」と称して遠鉄アシストに委託で小学生以上は1乗車100円にて運行されていた。
午前の便に限り事前予約は不要である（熊切線、杉・川上線、中山静修線は除く）。
距離制運賃で小人は大人の半額である。
国道362号上でなければ、経路上安全な場所でのフリー降車が可能。

##### 龍山ふれあいバス
週ごとに運行曜日が異なる。2019年10月より事前予約制（デマンド）運行となっている。
- 白倉線 : 瀬尻バス停 - 診療所 - 西川バス停 - 白倉口バス停 - 農道川向線終点 - 大野上 - 白倉峡 - 白倉空防火水槽
- 大嶺線 : 瀬尻 - 診療所 - 高誉
- 下平山線 : 千代茶工場 - 瀬尻 - 診療所 - 千代茶工場
- 戸倉線 : （瀬尻 - ）診療所 - 協働センター前 - 鮎釣集会所 - 東福寺 - 戸倉空線終点 - 中島集会所 - 八幡神社前
- 瀬尻線 : 診療所 - 瀬尻 - 武家凧会場下 - 寺尾集会所下

以前は白倉線A（瀬尻 - 西川 - 白倉峡 - 白倉平沢）と白倉線B（瀬尻 - 西川 - 白倉峡 - 白倉平沢）にわかれており、白倉線Aに限り毎日運行であった。
白倉線Aは遠鉄バス北遠本線龍山支線（西川 - 白倉峡）を代替したものである。北遠本線龍山支線当時については浜松市自主運行バス北遠本線を参照。
各路線とも2011年10月1日に新設されたものをルーツとする。
距離制運賃で小人は大人の半額である。

##### 天竜ふれあいバス
2019年10月より事前予約制（デマンド）運行となっている。祝日及び年末年始は運休。
距離制運賃採用区間（小人は大人の半額）
- 熊線 : 熊 - 柴 - 沢丸 - 石打 - 大井平 - 横山車庫 - 大川 - 船明 - 山東 (火曜日)
- 熊線 : 熊 - 柴 - 沢丸 - 安蔵 - 大井平 - 横山車庫 - 大川 - 船明 - 山東(金曜日)
- 大白木線 : 大白木 - 大倉 - 月 - 山東 (火曜日)
- 大白木線 : 大白木 - 津行 - 月 - 山東 (木曜日)
- 門原線 : 笹合 - 門原 - 松間 - 東雲名 - 横山小学校前 - 横山車庫 - 竜川ふれあいセンター（月・金曜日）
- 百古里（すがり）・只来線 : 上すがり - 下すがり - 今宮橋 - 協栄橋 - 下すがり入口 - 麓橋 - 光明ふれあいセンター - 山東（火・金曜日）
- 阿多古線：杏林堂西鹿島駅前店 - 西鹿島駅 - 天竜病院坂下 - 渡ヶ島入口 - 緑恵台上 - 両島 - 西橋 - くんま水車の里（平日）
  - 2020年10月に遠州鉄道の大型路線バスでの運行から遠鉄タクシーのワゴン車での運行へ移管した。その際に自主運行バス阿多古線も天竜ふれあいバスへ編入された。
  - 遠州鉄道から遠鉄タクシーへの移管時に街道上のあたご診療所バス停をあたご診療所入口バス停に改称し、病院玄関前に改めてあたご診療所バス停を新設した。
  - 大型路線バスで運行していた当時より渡ヶ島入口以北はフリー降車となっている。
  - 天竜ふれあいバス移管後の第1便は天竜病院を経由しないほか西鹿島駅止である。
- 坂野線：くんま水車の里 - 熊平 - 大地野集会所 - くんま水車の里 - 坂野（火・金曜日）
- 石打線：くんま水車の里 - 石打 - 石打東（月・木曜日）
- 本村線：上阿多古ふれあいセンター - 西橋 - あたご診療所 - 芦窪 - 本村 - 櫛山（水・金曜日）
- 懐山・長沢線：上阿多古ふれあいセンター - 西橋 - あたご診療所 - 平松上 - 長沢 - 長沢会館 - 懐山集会所（月・木曜日）
- 東阿多古線：上阿多古ふれあいセンター - 西橋 - あたご診療所 - 白野中 - 東藤平集会所 - 鴨野（火・木曜日）
- 診療所線：緑恵台東→緑恵台→塩見渡橋→米沢上→町谷→深田戸→石神→清水老人憩いの家→上阿多古ふれあいセンター入口→あたご診療所（水・金曜日）
- 清水線：杏林堂西鹿島駅前店 - 西鹿島駅 - 天竜病院坂下 - 渡ヶ島入口 - 緑恵台上 - 米沢上 - 緑恵台上 - 渡ヶ島入口 - 天竜病院坂下 - 西鹿島駅 - 杏林堂西鹿島駅前店（火・水曜日）
- 小堀谷線：杏林堂西鹿島駅前店 - 西鹿島駅 - 天竜病院坂下 - 渡ヶ島入口 - 緑恵台上 - 米沢上 - 青谷 - 小堀谷下（月・水曜日）

いずれも以前は遠州鉄道に委託されており、路線バスタイプの車両で運行し運賃は対キロ運賃制であった。当時はナイスパスやワイドフリー定期券など、遠州鉄道発行の乗車券類が使用できた。
遠州鉄道運行当時は佐久線（佐久 - 相津口[そうづぐち] - 横山車庫）も存在した。
佐久線と前述の門原線はジェイアール東海バスの「東天竜線」を天竜市（当時）が「（天竜）市営バス」として転換したものであり、2005年7月1日の合併により浜松市が引き継いだものである。なお、天竜市自主運行バスとは合併後の2009年3月まで区別されていた。
遠州鉄道運行時も横山と上阿多古にある小学生のための学輸ダイヤとなっていて、平日の閉校日や土日祝日は全便運休であった。
かつては5路線あったが、2009年7月に阿寺線（上阿多古 - 阿寺東）が廃止され、2011年9月に、熊線（熊 - 石打 - 横山車庫 - 相津公会堂 - 船明 - 山東）と、大白木線（横山車庫 - 綱操[つなくり] - 船明 - 山東）が天竜ふれあいバスを代替に廃止された。これにより2路線のみとなったが、後に佐久線は廃止、門原線も天竜ふれあいバスに統合された。

2019年9月30日まで遠州鉄道委託路線として残ったのは阿多古線で、2005年7月1日の合併により天竜市自主運行バスを浜松市が引き継いだものである。なお、上記天竜市営バスとは合併後の2009年3月まで区別されていた。
現在のワゴン車運行時と異なり対キロ運賃制だったほかナイスパスやワイドフリー定期券など、遠州鉄道発行の乗車券類が使用できた。当時は毎日運行であり路線バスタイプの車両で運行。自主運行化される前は遠州鉄道バスの路線であり、当時は「北遠線」（北遠本線とは異なる）という名称だったが自主運行化される前に「阿多古線」に名称変更された。なおその当時は西鹿島駅 - 水窪町を結ぶ「北遠本線」はジェイアール東海バスの「天竜線」という路線であった。
天竜高・大園経由（西鹿島駅 - 二俣仲町 - 天竜高 - 大園 - 西橋 - くんま水車の里）は2016年3月31日廃止。
遠鉄タクシー移管直前の阿多古線の運行形態は以下のとおり。
- 西鹿島駅 - 天竜病院坂下 - 渡ヶ島入口 - 両島 - 西橋 - くんま水車の里
- 山東 - 二俣仲町 - 西鹿島駅 - 天竜病院坂下 - 渡ヶ島入口 - 両島 - 西橋 - くんま水車の里
- 山東 - 二俣仲町 - 西鹿島駅 - 天竜病院坂下 - 渡ヶ島入口 - 緑恵台上※ - 両島 - 西橋 - くんま水車の里
- 山東 - 二俣仲町 - 西鹿島駅 - 天竜病院坂下 - 渡ヶ島入口 - 緑恵台上 - 両島 - 西橋
- 山東 - 二俣仲町 - 西鹿島駅 - 天竜病院坂下 - 渡ヶ島入口 - 緑恵台上 - 両島
- 山東 - 二俣仲町 - 西鹿島駅 - 天竜病院坂下 - 渡ヶ島入口 - 緑恵台上

※緑恵台上に関しては一部の便が申告制だった時期があり、申告のない場合には経由しなかった。

#### 水窪タクシーへ委託

##### 北遠本線
- 西鹿島駅 - 山東 - 横山車庫 - 唐沢 - 西渡 - 水窪町

2019年10月1日に遠州鉄道（直営路線）より浜松市自主運行バスへ移管。中型バスによる運行。

##### 水窪ふれあいバス
2019年10月より事前予約制（デマンド）運行となっている。
- 白倉線 : 小畑 - 水窪駅 - 水窪商店街 - 大沢（月曜・木曜）
- 白倉線 : 小畑 - 水窪駅 - 水窪商店街 - 草木 - 大嵐上（火曜・金曜）
- 池島線 : 小畑 - 水窪駅 - 水窪商店街 - 池島 - 遠木沢（火曜・木曜）
- 池島線 : 小畑 - 水窪駅 - 水窪商店街 - 桂山（水曜）

小畑バス停は遠鉄バス北遠本線水窪町バス停と同位置。
上記2路線3系統は、かつての国鉄バス路線で、「（水窪）町営バス」と称されていたものを2005年7月1日の合併により浜松市が2010年9月30日まで「市営バス」として引き継いだものである。
水窪ふれあいバスへの移管までは小畑バス停を発着し、自治体が直接運行に携わっていた80条バスで、車両は自家用マイクロバスだった。運転手も市の職員で、水窪地域自治センターから小畑バス停まで公用車で来た上で運行に就いていた（自治センターへ帰る際も同様）。
従前より上記2路線3系統は対キロ運賃制である。
- 門桁線 : 水窪協働センター - 向市場 - 門桁 - 向市場 - 水窪商店街 - 小畑 - 水窪協働センター - 大里（火曜・木曜）
- 上村・向島線 : 水窪協働センター - 大里 - 向島 - 上村 - 水窪商店街 - 大里（水曜）

上記2路線は2010年9月30日まで「患者バス」と称されていたものである。
距離制運賃で小人は大人の半額である。

##### 佐久間ふれあいバス
- 歴史と民話の郷会館・中部天竜駅・佐久間病院から各方面へ結んでいる。路線詳細は公式路線図を参照。
- 原則、平日の指定日運行。土曜は、中部天竜駅〜西渡〜福沢龍頭大橋間で、中部天竜駅発昼1本・中部天竜行朝昼2本運行、日祝日・年末年始は運休（かつては中部天竜駅〜西渡間で1往復のみ運行）。「フェスタ佐久間」などの土休日の催事開催時は、臨時増発がある。
- 2010年9月30日まで無料だった「福祉バス」と「医療バス」が有料化され誕生した。2013年10月1日には遠州鉄道に委託していた佐久間線（西渡 - 中部天竜駅 - 佐久間高校）を佐久間ふれあいバスへ統合して時刻修正を実施した。
佐久間線の佐久間ふれあいバスへの統合時に西渡発で1本だけあった佐久間高校への乗り入れが廃止され、佐久間ふれあいバスとしては当初より佐久間病院 - 中部天竜駅 - 西渡 - 山香各地区 を結ぶ運行となっている。
遠州鉄道へ委託されていた佐久間線当時は中型路線バスタイプの車両を使用し、毎日運行で対キロ運賃制だったほかナイスパスやワイドフリー定期券など、遠州鉄道発行の乗車券類が使用できた。
- 向皆外・小休戸・鮎釣・仙戸・大滝・上野・小田敷地区の乗降、中部天竜駅発西渡方面最終便および土曜日の利用は事前予約のデマンド制を採用しているので注意が必要。
- 距離制運賃で小人は大人の半額である。

## 沿革
- 1986年12月1日まで - 浜松市交通部の全事業がすべて遠州鉄道に譲渡・移管される。
- 2002年4月1日 - 浜松市循環まちバス「く・る・る」本格運行開始。
- 2004年3月31日 - 遠鉄バス湖西線廃止。
- 2004年10月1日 - 春野町が100円バス熊切線、清流気田川線の運行委託先を秋葉バスサービスから遠鉄アシストに変更。
- 2005年3月31日 - 遠鉄バス都田線滝沢系統廃止。この代替として北区で「にこにこバス」運行開始（遠州鉄道に委託）。
- 2005年7月1日 - 浜松市が浜北市、天竜市、引佐郡引佐町、細江町、三ケ日町、浜名郡雄踏町、舞阪町、磐田郡佐久間町、水窪町、龍山村、周智郡春野町を編入。浜松市が三ヶ日町自主運行バス、引佐町自主運行バス、天竜市市営バス、天竜市自主運行バス、などの運行・運行委託を引き継ぐ。このうち、浜北市，春野町，水窪町及び龍山村が、道路運送法第80条第1項ただし書による自家用有償バスについては、浜松市自家用有償バス条例（平成17年浜松市条例第242号）[3]により運行した。
- 2009年 - 「にこにこバス」、相羽病院への乗り入れを廃止。旧天竜市市営バスと旧天竜市自主運行バスを統合。
- 2007年4月 - 龍山地域自治区における有償バスの廃止[4]。
- 2009年7月 - 天竜区内の阿寺線廃止。
- 2010年10月1日 - 細江地域バス「みをつくしバス｣運行開始（遠州鉄道に委託）。三ヶ日無料巡回バスが有料化。春野100円バスを春野ふれあいバスに改称（ほぼ全路線を遠鉄タクシーに委託）。水窪患者バスおよび水窪地区の市営バスを水窪ふれあいバスに統合。
- 2011年9月 - 天竜区内（旧天竜市営バス）の熊線、大白木線を天竜ふれあいバスに移管。
- 2011年10月1日 - 自家用有償バスとしての運行はすべて廃止[5]。龍山ふれあいバス運行開始。
- 2012年1月4日 - 三ヶ日自主運行バスと三ヶ日巡回バスが三ヶ日オレンジふれあいバス（遠州鉄道に委託）に再編。
- 2012年9月 - 北区引佐町内の自主運行バス2系統を廃止
- 2012年10月1日 - 「にこにこバス」、都田駅前から聖隷三方原病院まで延長。
- 2013年4月1日 - 春野ふれあいバス杉・川上線の運行委託先を秋葉バスサービスから遠鉄タクシーに変更。
- 2013年10月1日 - 佐久間自主運行バスで遠鉄バス委託路線だった佐久間線を佐久間ふれあいバスに統合。
- 2014年10月1日 - 「にこにこバス」「みをつくしバス｣の委託先を遠州鉄道から遠鉄タクシーに変更。
- 2015年3月31日 - 北区引佐町内の渋川 - 渋川温泉前系統を廃止。
- 2015年10月1日 - 三ヶ日オレンジふれあいバスの委託先を遠州鉄道から遠鉄タクシーに変更。
- 2016年3月31日 - 北区の気賀駅前 - 渋川儀光間廃止。
- 2019年3月31日 - 浜松市循環まちバス「く・る・る」が全線廃止。
- 2019年10月1日 - 遠鉄バスの路線縮小に対応して、北遠本線を水窪タクシーが受託する浜松市自主運行バスに移管し、いなさみどりバスで事前予約のみで乗車できる「つつじ線」を新設。また阿多古線がデマンド運行化され、委託先を遠州鉄道から遠鉄タクシーに変更する。さらに、天竜、龍山、水窪の各ふれあいバスが全便デマンド運行になる。

## 参考資料
- ET-navi - 路線全図
- 浜松市公式サイト